# كوبا أمريكا
كوبا أمريكا (بالإسبانية وبالبرتغالية Copa América)، وكانت تعرف سابقًا ولغاية عام 1975 بكأس أمريكا الجنوبية لكرة القدم (بالإسبانية: Campeonato Sudamericano de Fútbol)‏ و (بالبرتغالية: Copa Sul-Americana de Futebol‏)  هي بطولة كرة قدم قارية تتنافس عليها منتخبات اتحاد أمريكا الجنوبية، بحيث يتم تحديد هوية بطل القارة، وتعتبر أقدم مسابقة كرة قدم دولية بالعالم.
نظام الشكل الحالي للمسابقة يحتوي على 12 منتخب منافس وتستمر المسابقة لما يقارب الشهر. لا يملك اتحاد أمريكا الجنوبية سوى عشرة أعضاء، لذا يتم دعوة منتخبين وطنيين من أحد اتحادات الفيفا لكي يكتمل العدد. من بين الدول الأخرى التي تم دعوتها من خارج أمريكا الجنوبية: كوستاريكا (أعوام 1997، و 2001، و 2004 و2011)، و هندوراس (عام 2001)، واليابان (عام 1999 و2019)، والولايات المتحدة (أعوام 1993، 1995، 2007)، و قطر (2019).
ثمانية منتخبات وطنية فازت بلقب هذه البطولة، ويعد مُنتخب الأرجنتين أكثر منتخب فاز بالبطولة حيثُ فاز 16 مرة يليه الأوروغواي 15 مرة. وأكثر دولة استضافت هذه البطولة هي الأرجنتين استضافتها 9 مرات.

## تاريخ البطولة

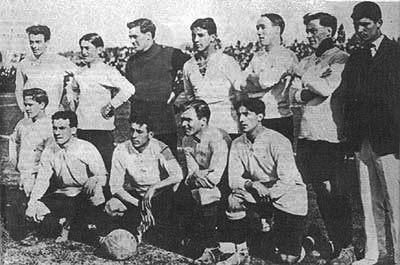
منتخب الأوروغواي الذي فاز بالللقب الأول عام 1916

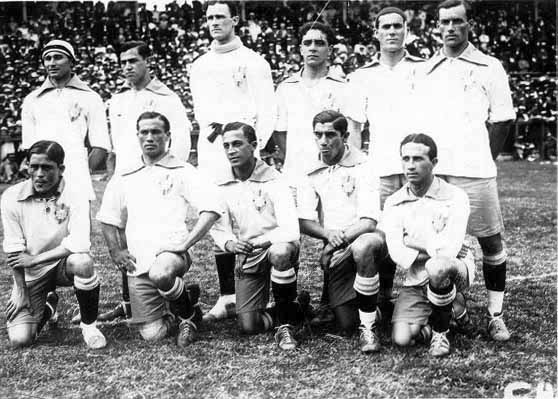
منتخب البرازيل الفائز في بطولته الاولي عام 1919

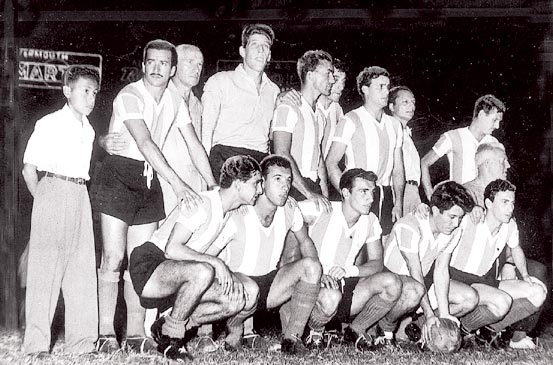
منتخب الأرجنتين الفائز بالبطولة عام 1957 وهو لقبه الحادي عشر

اشتهرت رياضة كرة القدم في أمريكا الجنوبية في أوائل القرن العشرين بعد توافد المهاجرين والتجار من أصلٍ بريطاني على الدول اللاتينية فيما ساهم «هيكتور ريفادافيا» في إقامة الاتحاد الكونفدرالي الذي عمل بعد ذلك على نجاح (4) دول في إنشاء الاتحادات الرياضية لكرة القدم (الأرجنتين، البرازيل، الأورجواي، تشيلي) مشكلين اتحاد أمريكا الجنوبية لكرة القدم (كونيمبول) وتم الاتفاق على إنشاء بطولة كوبا أميركا.
وتعتبر بطولة كوبا أميركا هي أقدم بطولة قارية للمنتخبات. أقيمت لأول مرة في العام 1916 واستضافتها حينها الأرجنتين عندما احتفلت بالذكرى المئوية لاستقلالها. كانت تجرى عادة كل عامين، ولكنها أحياناً تؤجل لبعض الأسباب، في السنوات الأخيرة باتت تقام مرة كل 4 سنوات.
حيث ظلت البطولة تُسمى باسم بطولة أمريكا الجنوبية لكرة القدم حتى نسخة عام 1967 وبداية من نسخة عام 1975 أصبحت البطولة تسمى بكوبا أمريكا.

## نظام البطولة
قرر اتحاد أمريكا الجنوبية في عام 1986 بإقامة البطولة بشكلٍ إلزامي للأعضاء العشرة وفي مكان ثابت حيث يتم التناوب ما بين تلك الدول على استضافتها في كل مناسبة، فبدأتها حينها الأرجنتين في 1987 إلى أن وصل الدور على تشيلي التي أقامت النسخة السابقة والتي جرت في عام 2015 وستتكرر الدائرة مجدداً، وبسبب الذكرى المئوية لإنشاء البطولة أقيمت نسخة عام 2016، ونظمتها الولايات المتحدة في حدث استثنائي، أما الدول الأعضاء حالياً في اتحاد أمريكا الجنوبية 10 وهم: (الأرجنتين، والبرازيل، وبوليفيا، وشيلي، وكولومبيا، والإكوادور، والباراجواي، وبيرو، والأورجواي، وفينزويلا). يتم عادة دعوة منتخبين آخرين ليكون العدد 12، لأن عدد الأعضاء 10، ولا توجد أدوار تأهيلية، ومنذ عام 1993 قام اتحاد أمريكا الجنوبية بدعوة منتخب المكسيك لكرة القدم في جميع البطولات كفريق ضيف، رغم أنه من قارة أمريكا الشمالية. من بين الدول الأخرى التي تم دعوتها من خارج أمريكا الجنوبية: كوستاريكا، والولايات المتحدة، وهندوراس من أمريكا الشمالية، وقطر واليابان من آسيا.

## الكأس
كأس بطولة كوبا أمريكا مصنوع من الفضة وقاعدة خشبية وتم شراؤه من متجر مجوهرات في بوينس آيرس بعام 1917 ويبلغ طوله 75 سم وارتفاعه 30 سم ويزن 9 كغم . وفي ذلك الوقت كانت قيمته تبلغ 3000 فرانك.

## ملخص للبطولات السابقة

### حقبة كأس أمريكا الجنوبية
| النسخة | العام       | المضيف    | البطل        | النتيجة | الوصيف       | المركز الثالث | النتيجة                   | المركز الرابع             | عدد المنتخبات |
| ------ | ----------- | --------- | ------------ | ------- | ------------ | ------------- | ------------------------- | ------------------------- | ------------- |
| 1      | 1916 تفاصيل | الأرجنتين | · الأوروغواي | 0 - 0   | · الأرجنتين  | · البرازيل    | 1 - 1                     | · تشيلي                   | 4             |
| 2      | 1917 تفاصيل | أوروغواي  | · الأوروغواي | 1 - 0   | · الأرجنتين  | · البرازيل    | 5 - 0                     | · تشيلي                   | 4             |
| 3      | 1919 تفاصيل | البرازيل  | · البرازيل   | 1 - 0   | · الأوروغواي | · الأرجنتين   | -----                     | · تشيلي                   | 4             |
| 4      | 1920 تفاصيل | تشيلي     | · الأوروغواي | -----   | · الأرجنتين  | · البرازيل    | -----                     | · تشيلي                   | 4             |
| 5      | 1921 تفاصيل | الأرجنتين | · الأرجنتين  | -----   | · البرازيل   | · الأوروغواي  | -----                     | · باراغواي                | 5/4           |
| 6      | 1922 تفاصيل | البرازيل  | · البرازيل   | 3 - 0   | · باراغواي   | · الأوروغواي  | -----                     | · الأرجنتين               | 5             |
| 7      | 1923 تفاصيل | أوروغواي  | · الأوروغواي | -----   | · الأرجنتين  | · باراغواي    | -----                     | · البرازيل                | 5/4           |
| 8      | 1924 تفاصيل | أوروغواي  | · الأوروغواي | -----   | · الأرجنتين  | · باراغواي    | -----                     | · تشيلي                   | 5/4           |
| 9      | 1925 تفاصيل | الأرجنتين | · الأرجنتين  | -----   | · البرازيل   | · باراغواي    | (شاركت ثلاثة منتخبات فقط) | (شاركت ثلاثة منتخبات فقط) | 5/3           |
| 10     | 1926 تفاصيل | تشيلي     | · الأوروغواي | -----   | · الأرجنتين  | · تشيلي       | -----                     | · باراغواي                | 6/5           |
| 11     | 1927 تفاصيل | بيرو      | · الأرجنتين  | -----   | · الأوروغواي | · بيرو        | -----                     | · بوليفيا                 | 7/4           |
| 12     | 1929 تفاصيل | الأرجنتين | · الأرجنتين  | -----   | · باراغواي   | · الأوروغواي  | -----                     | · بيرو                    | 7/4           |
| 13     | 1935 تفاصيل | بيرو      | · الأوروغواي | -----   | · الأرجنتين  | · بيرو        | -----                     | · تشيلي                   | 7/4           |
| 14     | 1937 تفاصيل | الأرجنتين | · الأرجنتين  | 2 - 0   | · البرازيل   | · الأوروغواي  | -----                     | · باراغواي                | 8/6           |
| 15     | 1939 تفاصيل | بيرو      | · بيرو       | -----   | · الأوروغواي | · باراغواي    | -----                     | · تشيلي                   | 9/5           |
| 16     | 1941 تفاصيل | تشيلي     | · الأرجنتين  | -----   | · الأوروغواي | · تشيلي       | -----                     | · بيرو                    | 9/5           |
| 17     | 1942 تفاصيل | أوروغواي  | · الأوروغواي | -----   | · الأرجنتين  | · البرازيل    | -----                     | · باراغواي                | 9/7           |
| 18     | 1945 تفاصيل | تشيلي     | · الأرجنتين  | -----   | · البرازيل   | · تشيلي       | -----                     | · الأوروغواي              | 9/7           |
| 19     | 1946 تفاصيل | الأرجنتين | · الأرجنتين  | -----   | · البرازيل   | · باراغواي    | -----                     | · الأوروغواي              | 9/6           |
| 20     | 1947 تفاصيل | الإكوادور | · الأرجنتين  | -----   | · باراغواي   | · الأوروغواي  | -----                     | · تشيلي                   | 9/8           |
| 21     | 1949 تفاصيل | البرازيل  | · البرازيل   | 7 - 0   | · باراغواي   | · بيرو        | -----                     | · بوليفيا                 | 9/8           |
| 22     | 1953 تفاصيل | بيرو      | · باراغواي   | 3 - 2   | · البرازيل   | · الأوروغواي  | -----                     | · تشيلي                   | 9/7           |
| 23     | 1955 تفاصيل | تشيلي     | · الأرجنتين  | -----   | · تشيلي      | · بيرو        | -----                     | · الأوروغواي              | 9/6           |
| 24     | 1956 تفاصيل | أوروغواي  | · الأوروغواي | -----   | · تشيلي      | · الأرجنتين   | -----                     | · البرازيل                | 9/6           |
| 25     | 1957 تفاصيل | بيرو      | · الأرجنتين  | -----   | · البرازيل   | · الأوروغواي  | -----                     | · بيرو                    | 9/7           |
| 26     | 1959 تفاصيل | الأرجنتين | · الأرجنتين  | -----   | · البرازيل   | · باراغواي    | -----                     | · بيرو                    | 9/7           |
| 27     | 1959 تفاصيل | الإكوادور | · الأوروغواي | -----   | · الأرجنتين  | · البرازيل    | -----                     | · الإكوادور               | 9/5           |
| 28     | 1963 تفاصيل | بوليفيا   | · بوليفيا    | -----   | · باراغواي   | · الأرجنتين   | -----                     | · البرازيل                | 9/7           |
| 29     | 1967 تفاصيل | أوروغواي  | · الأوروغواي | -----   | · الأرجنتين  | · تشيلي       | -----                     | · باراغواي                | 6             |

### حقبة كوبا أمريكا
| 30 | 1975 تفاصيل | أمريكا الجنوبية  | · بيرو       | 1-3             | · كولومبيا   | · البرازيل   | [ كز ]            | · الأوروغواي       | 10 |
| 31 | 1979 تفاصيل | أمريكا الجنوبية  | · باراغواي   | 1-3             | · تشيلي      | · البرازيل   | [ كط ]            | · بيرو             | 10 |
| 32 | 1983 تفاصيل | أمريكا الجنوبية  | · الأوروغواي | 1-3             | · البرازيل   | · بيرو       | [ لا ]            | · باراغواي         | 10 |
| 33 | 1987 تفاصيل | الأرجنتين        | · الأوروغواي | 1 - 0           | · تشيلي      | · كولومبيا   | 2 - 1             | · الأرجنتين        | 10 |
| 34 | 1989 تفاصيل | البرازيل         | · البرازيل   | 1 - 0           | · الأوروغواي | · الأرجنتين  | 0 - 0             | · باراغواي         | 10 |
| 35 | 1991 تفاصيل | تشيلي            | · الأرجنتين  | 3 - 2           | · البرازيل   | · تشيلي      | 1 - 1             | · كولومبيا         | 10 |
| 36 | 1993 تفاصيل | الإكوادور        | · الأرجنتين  | 2 - 1           | · المكسيك    | · كولومبيا   | 1 - 0             | · الإكوادور        | 12 |
| 37 | 1995 تفاصيل | أوروغواي         | · الأوروغواي | 1–1 (5 - 3 ر.ت) | · البرازيل   | · كولومبيا   | 4 - 1             | · الولايات المتحدة | 12 |
| 38 | 1997 تفاصيل | بوليفيا          | · البرازيل   | 3 - 1           | · بوليفيا    | · المكسيك    | 1 - 0             | · بيرو             | 12 |
| 29 | 1999 تفاصيل | باراغواي         | · البرازيل   | 3 - 0           | · الأوروغواي | · المكسيك    | 2 - 1             | · تشيلي            | 12 |
| 40 | 2001 تفاصيل | كولومبيا         | · كولومبيا   | 1 - 0           | · المكسيك    | · هندوراس    | 2–2 (5 - 4 ر.ت)   | · الأوروغواي       | 12 |
| 41 | 2004 تفاصيل | بيرو             | · البرازيل   | 2–2 (4 - 2 ر.ت) | · الأرجنتين  | · الأوروغواي | 2 - 1             | · كولومبيا         | 12 |
| 42 | 2007 تفاصيل | فنزويلا          | · البرازيل   | 3 - 0           | · الأرجنتين  | · المكسيك    | 3 - 1             | · الأوروغواي       | 12 |
| 43 | 2011 تفاصيل | الأرجنتين        | · الأوروغواي | 3 - 0           | · باراغواي   | · بيرو       | 1-4               | · فنزويلا          | 12 |
| 44 | 2015 تفاصيل | تشيلي            | · تشيلي      | 0–0 (4 - 1 ر.ت) | · الأرجنتين  | · بيرو       | 2 - 0             | · باراغواي         | 12 |
| 46 | 2016 تفاصيل | الولايات المتحدة | · تشيلي      | 0–0 (4 - 2 ر.ت) | · الأرجنتين  | · كولومبيا   | 1 - 0             | · الولايات المتحدة | 16 |
| 46 | 2019 تفاصيل | البرازيل         | · البرازيل   | 3 - 1           | · بيرو       | · الأرجنتين  | 2 - 1             | · تشيلي            | 12 |
| 47 | 2021 تفاصيل | البرازيل         | · الأرجنتين  | 1 - 0           | · البرازيل   | · كولومبيا   | 3 - 2             | · بيرو             | 10 |
| 48 | 2024 تفاصيل | الولايات المتحدة | · الأرجنتين  | 1 - 0           | · كولومبيا   | · الأوروغواي | 2 - 2 (4 - 3 ر.ت) | كندا               | 16 |

## الأبطال
| المنتخب    | البطل                                                                                               | الوصيف                                                                                  |
| ---------- | --------------------------------------------------------------------------------------------------- | --------------------------------------------------------------------------------------- |
| الأرجنتين  | 16 (1921، 1925، 1927، 1929، 1937، 1941، 1945، 1946، 1947، 1955، 1957، 1959، 1991، 1993، 2021، 2024) | 14 (1916، 1917، 1920، 1923، 1924، 1926، 1935، 1942، 1959، 1967، 2004، 2007، 2015، 2016) |
| الأوروغواي | 15 (1916، 1917، 1920، 1923، 1924، 1926، 1935، 1942، 1956، 1959، 1967، 1983، 1987، 1995، 2011)       | 6 (1919، 1927، 1939، 1941، 1989، 1999)                                                  |
| البرازيل   | 9 (1919، 1922، 1949، 1989، 1997، 1999، 2004، 2007، 2019)                                            | 12 (1921، 1925، 1937، 1945، 1946، 1953، 1957، 1959، 1983، 1991، 1995، 2021)             |
| باراغواي   | 2 (1953، 1979)                                                                                      | 6 (1922، 1929، 1947، 1949، 1963، 2011)                                                  |
| تشيلي      | 2 (2015، 2016)                                                                                      | 4 (1955، 1956، 1979، 1987)                                                              |
| بيرو       | 2 (1939، 1975)                                                                                      | 1 (2019)                                                                                |
| كولومبيا   | 1 (2001)                                                                                            | 2 (1975، 2024)                                                                          |
| بوليفيا    | 1 (1963)                                                                                            | 1 (1997)                                                                                |
| المكسيك    | —                                                                                                   | 2 (1993، 2001)                                                                          |

## الدول المضيفة
| عدد المرات | البلد            | السنوات                                              |
| ---------- | ---------------- | ---------------------------------------------------- |
| 9          | الأرجنتين        | 1916، 1921، 1925، 1929، 1937، 1946، 1959، 1987، 2011 |
| 7          | تشيلي            | 1920، 1926، 1941، 1945، 1955، 1991، 2015             |
| 7          | الأوروغواي       | 1917، 1923، 1924، 1942، 1956، 1967، 1995             |
| 6          | بيرو             | 1927، 1935، 1939، 1953، 1957، 2004                   |
| 6          | البرازيل         | 1919، 1922، 1949، 1989، 2019، 2021                   |
| 3          | الإكوادور        | 1947، 1959، 1993                                     |
| 2          | بوليفيا          | 1963، 1997                                           |
| 2          | الولايات المتحدة | 2016، 2024                                           |
| 1          | كولومبيا         | 2001                                                 |
| 1          | الباراغواي       | 1999                                                 |
| 1          | فنزويلا          | 2007                                                 |

## نتائج الدول الزائرة
| الفرق            | 1993   | 1995   | 1997   | 1999   | 2001   | 2004 | 2007   | 2011   | 2015 | 2016   | 2019 | 2021   | عدد المشاركات |
| ---------------- | ------ | ------ | ------ | ------ | ------ | ---- | ------ | ------ | ---- | ------ | ---- | ------ | ------------- |
| كندا             | -      | -      | -      | -      | اعتذرت | -    | -      | -      | -    | -      | -    | -      | 0             |
| كوستاريكا        | -      | -      | دم     | -      | دت     | دت   | -      | دم     | -    | دم     | -    | -      | 5             |
| هندوراس          | -      | -      | -      | -      | الثالث | -    | -      | -      | -    | -      | -    | -      | 1             |
| اليابان          | -      | -      | -      | دم     | -      | -    | -      | اعتذرت | -    | -      | دم   | -      | 2             |
| المكسيك          | الثاني | دت     | الثالث | الثالث | الثاني | دت   | الثالث | دم     | دم   | دت     | -    | -      | 10            |
| إسبانيا          | -      | -      | -      | -      | -      | -    | -      | اعتذرت | -    | -      | -    | -      | 0             |
| الولايات المتحدة | دم     | الرابع | -      | -      | -      | -    | دم     | -      | -    | الرابع | -    | -      | 5             |
| جامايكا          | -      | -      | -      | -      | -      | -    | -      | -      | دم   | دم     | -    | -      | 2             |
| هايتي            | -      | -      | -      | -      | -      | -    | -      | -      | -    | دم     | -    | -      | 1             |
| بنما             | -      | -      | -      | -      | -      | -    | -      | -      | -    | دم     | -    | -      | 1             |
| قطر              | -      | -      | -      | -      | -      | -    | -      | -      | -    | -      | دم   | اعتذرت | 1             |
| أستراليا         | -      | -      | -      | -      | -      | -    | -      | -      | -    | -      | -    | اعتذرت | 0             |

- دم: دور المجموعات
- دت: الدور التأهيلي

## الملاحظات والمراجع
الملاحظات
1. ↑  لم يحصل الفائز على كأس في تلك البطولة وبدء تسليم الكؤوس من 1917
2. ↑  شهدت البطولة انسحاب التشيلي
3. ↑  شهدت البطولة انسحاب التشيلي
4. ↑  شهدت البطولة انسحاب البرازيل
5. ↑  شهدت البطولة انسحاب كل من التشيلي والأوروغواي
6. ↑  شهدت البطولة انسحاب البرازيل
7. ↑  شهدت البطولة انسحاب كل من البرازيل والباراغواي وتشيلي
8. ↑  شهدت البطولة انسحاب كل من البرازيل وبوليفيا وتشيلي
9. ↑  كانت البطولة نسخة إضافية، لم يسلم كأس للفائز، لكنها اعتبرت رسمي من اتحاد أمريكا الجنوبية.
10. ↑  شهدت البطولة انسحاب كل من البرازيل وبوليفيا والباراغواي
11. ↑  شهدت البطولة انسحاب كل من بوليفيا وكولومبيا
12. ↑  شهدت البطولة انسحاب كل من البرازيل وبوليفيا وكولومبيا والأرجنتين
13. ↑  شهدت البطولة انسحاب كل من البرازيل وبوليفيا وكولومبيا والباراغواي
14. ↑  شهدت البطولة انسحاب كل من بوليفيا وكولومبيا
15. ↑  شهدت البطولة انسحاب كل من بيرو والباراغواي
16. ↑  شهدت البطولة انسحاب كل من بيرو وكولومبيا والإكوادور
17. ↑  شهدت البطولة انسحاب البرازيل
18. ↑  شهدت البطولة انسحاب الأرجنتين
19. ↑  شهدت البطولة انسحاب كل من الأرجنتين وكولومبيا
20. ↑  شهدت البطولة انسحاب كل من بوليفيا وكولومبيا والبرازيل
21. ↑  شهدت البطولة انسحاب كل من بوليفيا وكولومبيا والإكوادور
22. ↑  شهدت البطولة انسحاب كل من بوليفيا والبارغواي
23. ↑  شهدت البطولة انسحاب كل من كولومبيا والإكوادور
24. ↑  شهدت البطولة انسحاب كل من التشيلي وبوليفيا وكولومبيا والبيرو
25. ↑  شهدت البطولة انسحاب كل من التشيلي والأوروغواي
26. ↑  مجموع 3 مباريات بين بيرو وكولومبيا (0-1) و(2-0) و(1-0) على التوالي
27. ↑  لم تلعب مباراة المركز الثالث. وقد تم سرد الفرق بالترتيب الأبجدي.
28. ↑  مجموع 3 مباريات بين باراغواي وتشيلي (3-0) و(0-1) و(0-0) على التوالي
29. ↑  لم تلعب مباراة المركز الثالث. وقد تم سرد الفرق بالترتيب الأبجدي.
30. ↑  مجموع مباراتين بين أوروغواي والبرازيل (2-0) و(1-1)على التوالي
31. ↑  لم تلعب مباراة المركز الثالث. وقد تم سرد الفرق بالترتيب الأبجدي.
32. ↑  كانت مبارتي النهائي وتحديد المركز الثالث بنظام ذهاب وعودة

المراجع
1. ↑  "X Campeonato Sud Americano de Football". biblioteca.afa.org.ar. مؤرشف من الأصل في 2018-03-27. اطلع عليه بتاريخ 2015-02-27.
2. 1 2  "The oldest continental tournament in the world". CONMEBOL.com. مؤرشف من الأصل في 2014-02-21. اطلع عليه بتاريخ 2014-04-03.
3. ↑  "CONCACAF and CONMEBOL Announce Agreement to Bring Copa America 2016 to the United States". CONCACAF.com. 1 مايو 2014. مؤرشف من الأصل في 2019-06-28.
4. ↑  "Copa América: History". CONMEBOL. مؤرشف من الأصل في 2018-06-25. اطلع عليه بتاريخ 2015-02-27.
5. ↑  THE OLDEST CONTINENTAL TOURNAMENT IN THE WORLD الناشر كونميبول. تاريخ 21 فبراير 2014. اطلع عليه بتاريخ 23 يونيو 2015 (بالإنجليزية) نسخة محفوظة 17 ديسمبر 2019 على موقع واي باك مشين.
6. ↑  "قرعة "كوبا أميركا" تكشف عن مواجهات مثيرة". مؤرشف من الأصل في 2023-12-08.

## وصلات خارجية
- تاريخ وأرقام بطولة كوبا أمريكا من موقع rsssf.com
- RSSSF أرشيف –يتضمن تقارير تفصيلية عن المباريات.